# Isabell Horn
Isabell Horn (Bielefeld, 31 december 1983) is een Duitse actrice.
Na de middelbare school volgde Horn een opleiding aan de Universität für Musik und darstellende Kunst in Wenen. Na het behalen van haar diploma volgde ze een zang- en acteerstudie aan de Universität der Künste in Berlijn. In 2007 heeft ze deze studie afgerond. Twee jaar eerder werd ze uitgeroepen als Beste Zangeres in een Musical van Noordrijn-Westfalen. In 2006 werkte ze als VJ bij MTV en speelde ze in verschillende toneelstukken. Sinds 2009 speelt ze de rol van Pia Koch in Gute Zeiten, schlechte Zeiten.

## Filmografie
- 2009-2014 en 2015: Gute Zeiten, schlechte Zeiten (afleveringen 4197-5436 en 5675-5745)
- 2010: Meine wunderbare Familie – … auf neuen Wegen (episoderol)
- 2010: Reach out your hand (regisseur: Johannes Thielmann)[10]
- 2015-2016: Alles was zählt (afleveringen 2113-2363)
- 2020-2024: Bettys Diagnose (televisieserie)

## Reality-formats
- 2010 en 2012: Das perfekte Promi-Dinner
- 2013: Grill den Henssler
- 2013: Promi Shopping Queen

## Theater
- 2007: Neuköllner Oper in Berlijn: Maja & Co. (Mücki); regisseur: Peter Lund
- 2008: Neue Flora in Hamburg: Dirty Dancing (Baby); regisseur: Paul Garrington
- 2008: Admiralspalast in Berlin: My Fair Lady (Ensemble); regisseur: Peter Lund
- 2014: Komödie in Düsseldorf: Das (perfekte) Desaster Dinner (Susie); regisseur: Hannes Muik